# جی‌ام‌سی هامر ئی‌وی
جی‌ام‌سی هامر ئی‌وی (به انگلیسی: GMC Hummer EV) یک خودروی فول سایز تمام الکتریکی ساخت جنرال موتورز است. هامر ئی‌وی در دو نسخهٔ پیکاپ و اس‌یووی عرضه می‌شود. این خودرو در اکتبر ۲۰۲۰ معرفی شد و عرضه این خودرو از سال ۲۰۲۳ آغاز می‌گردد.

## کلاس بندی‌ها

### ادیشن ۱
ادیشن ۱ مجهز به سه موتور الکتریکی است که توان تولید ۱۰۰۰ اسب بخار را داراست. این نسخه از سال ۲۰۲۱ عرضه می‌شود. از امکانات منحصر به فرد این نسخه می‌توان به سامانه تعلیق هیدروپنوماتیک، فرمان‌پذیری چهار چرخ و دوربین‌های آندربادی برای دید بهتر اشاره کرد.

### ئی‌وی۳ایکس
این نسخه از لحاظ امکانات مشابه ادیشن ۱ است اما از لحاظ فنی این نسخه مجهز به ۳ موتور الکتریکی است که توانایی تولید ۸۰۰ اسب بخار را داراست است. همچنین این نسخه بر خلاف ادیشن ۱ رنگ‌بندی متنوعی دارد. این نسخه از سال ۲۰۲۲ در دسترس خریداران در آمریکا خواهد بود.

### ئی‌وی۲ایکس
این نسخه نیز دارای امکاناتی نظیر فرمان پذیری ۴ چرخ؛ سامانه تعلیق هیدروپنوماتیک سازگار با جاده، زره استیل جلو، و سقف متحرک می‌باشد. این نسخه دارای دو موتور الکتریکی است که ۶۳۵ اسب بخار قدرت را تولید می‌کند. این نسخه بهار ۲۰۲۳ وارد بازار می‌شود.

### ئی‌وی۲
ئی‌وی۲ دارای موتور دوگانه الکتریکی است که ۶۲۵ اسب بخار قدرت را تولید می‌کند. همچنین این نسخه دارای کروز کنترل تطبیقی، تعلیق هیدرو پنوماتیک و سقف متحرک است. این نسخه از سال ۲۰۲۴ عرضه می‌شود.

## تولید
هامر ئی‌وی در کارخانه مونتاژ جی‌ام‌سی دیترویت همتراک، در میشیگان تولید خواهد شد. انتظار می‌رود که تولید خودرو در سال ۲۰۲۱ آغاز شود. جی‌ام‌سی اخیراً ۲۲ میلیارد دلار برای تولید این خودروی الکتریکی سرمایه‌گذاری کرده‌است.